# سیستم شینه برقی
سیستم‌های باسبار الکتریکی  (در برخی مواقع به هدف سادگی بیشتر سیستم‌های باسبار شناخته می‌شوند) رویکردی مدولار برای سیم‌کشی الکتریکی است که در آن به جای سیم‌کشی کابل استاندارد به صورت تکی برای هر دستگاه الکتریکی، دستگاه‌های الکتریکی بر روی آداپتوری نصب می‌شوند که مستقیماً به باسبار  حامل جریان وصل می‌شود. این رویکرد مدولار در تابلوهای توزیع ، تابلوهای اتوماسیون و انواع دیگر نصب در محفظه الکتریکی به کار می‌رود. 

کابل ورودی از طریق گیره ها بدون سوراخ کردن شینه به شینه متصل می شود